# 슬픔이여 안녕 (사이토 유키의 노래)
슬픔이여 안녕(일본어: 悲しみよこんにちは)은 사이토 유키의 5번째 싱글로 1986년 3월 발매했다. 사이토 유키에 있어서는《꿈속으로》에 이은 히트 싱글 중 하나이다.
타이틀 곡인〈슬픔이여 안녕〉은 모리 유키노조가 작사하였고, 다마키 고지가 작곡했다. 2번째 곡인〈이사·유실물〉은 사이토 유키 자신이 작사하였다. 오리콘 차트 3주간 3위에 오르는 등 인기를 유지했으며, 1986년 연간 순위는 19위에 랭크되었다.
이 해 유키는 제37회 NHK 홍백가합전에 홍팀에 속해 슬픔이여 안녕을 노래했다.
슬픔이여 안녕은 2007년 리메이크되어《슬픔이여 안녕 (21st century ver.)》으로 발매되었다.
코나미가 제작한 음악게임《Pop'n music》의 enjoy모드에도 수록되어 있다.

## 수록곡
1. 슬픔이여 안녕 (悲しみよこんにちは)

- 작사: 모리 유키노조 / 작곡: 다마키 고지 / 편곡: 다케베 사토시

1. 이사·유실물 (引越し・忘れもの)

- 작사: 사이토 유키 / 작곡: 가메이 도시오 / 편곡: 다케베 사토시

## 대중매체
- 후지테레비계 TV 애니메이션《도레미 하우스》의 주제가
- 시세이도의 《모닝 프레쉬》CM곡

## 커버
- 2004년 신타니 사나에가 음악게임《Pop'n music 11》에서 커버
- 2006년 쓰지 아야노가 헌정앨범《Words of 유키노조》에서 커버
- 2006년 시모카와 미쿠니가 앨범《Remember》에서 커버
- 2007년 게임《아이돌 마스터》의 등장인물 아마미 하루카(목소리: 나카무라 에리코)가 CD《THE IDOLM@STER MASTER ARTIST 01 아마미 하루카》에서 커버
- 2009년 애니메이션《하야테처럼!》의 등장인물 마리아(목소리: 다나카 리에)가 캐릭터 커버 CD에서 커버